# Linda Elsner
Linda Elsner (geb. 1988 in Leipzig) ist eine deutsche Schauspielerin.

## Leben
Elsner begann schon vor ihrer künstlerischen Ausbildung am Centraltheater Leipzig und beim Künstlerkollektiv SIGNA in der Performance Germania Song Theater zu spielen. Von 2009 bis 2014 studierte sie dann an der Hochschule der Künste Bern. Ihr erstes Festengagement hatte sie von 2014 bis 2017 am Jungen Theater Göttingen. Von 2017 bis 2020 war sie am Staatstheater Augsburg engagiert. Seit der Spielzeit 2020/2021 ist sie im Ensemble des Theaters Dortmund.

## Bühne (Auswahl)
- 2017: paradies fluten (verirrte Sinfonie); Regie: Nicole Schneiderbauer; Theater Augsburg
- 2018: Das Ungeheuer; Regie:  Nadine Schwitter; Theater Augsburg
- 2018: Die Orestie; Regie: Wojtek Klemm; Theater Augsburg
- 2018: Die nötige Folter; Regie: André Bücker; Theater Augsburg
- 2019: Ishkalambo; Regie: Dorothea Schröder; Baxter Theatre Kapstadt und Theater Augsburg
- 2020: 17x1 Theater Dortmund
- 2020: Lust for life; Regie: Selen Kara; Theater Dortmund
- 2021: Das Dalloway Prinzip; Regie: Selen Kara; Theater Dortmund
- 2021: Früchte des Zorns; Regie: Milan Peschel; Theater Dortmund
- 2021: Der Platz; Regie: Julia Wissert; Theater Dortmund
- 2021: Ödipus auf Mars; Regie: Florian Hein; Theater Dortmund

## Filmografie
- 2006: Das Haus der schlafenden Schönen
- 2012: Die Chefin
- 2016: SOKO Köln
- 2021: Tatort – Das ist unser Haus